# 苏典傈僳族乡
苏典傈僳族乡是中华人民共和国云南省德宏傣族景颇族自治州盈江县下辖的一个民族乡。

## 行政区划
苏典傈僳族乡下辖以下村级行政区划单位：
苏典村、勐嘎村、劈石村和茅草寨村。